# シャン・シャオナ
シャン・シャオナ（簡体字: 单晓娜; 繁体字: 單曉娜、1983年1月18日、中国遼寧省鞍山生まれ) は、中国生まれの帰化ドイツ卓球選手。2016 年夏季オリンピックでドイツ代表を務め、卓球女子団体戦で銀メダルを獲得した。